# Tyler Childers

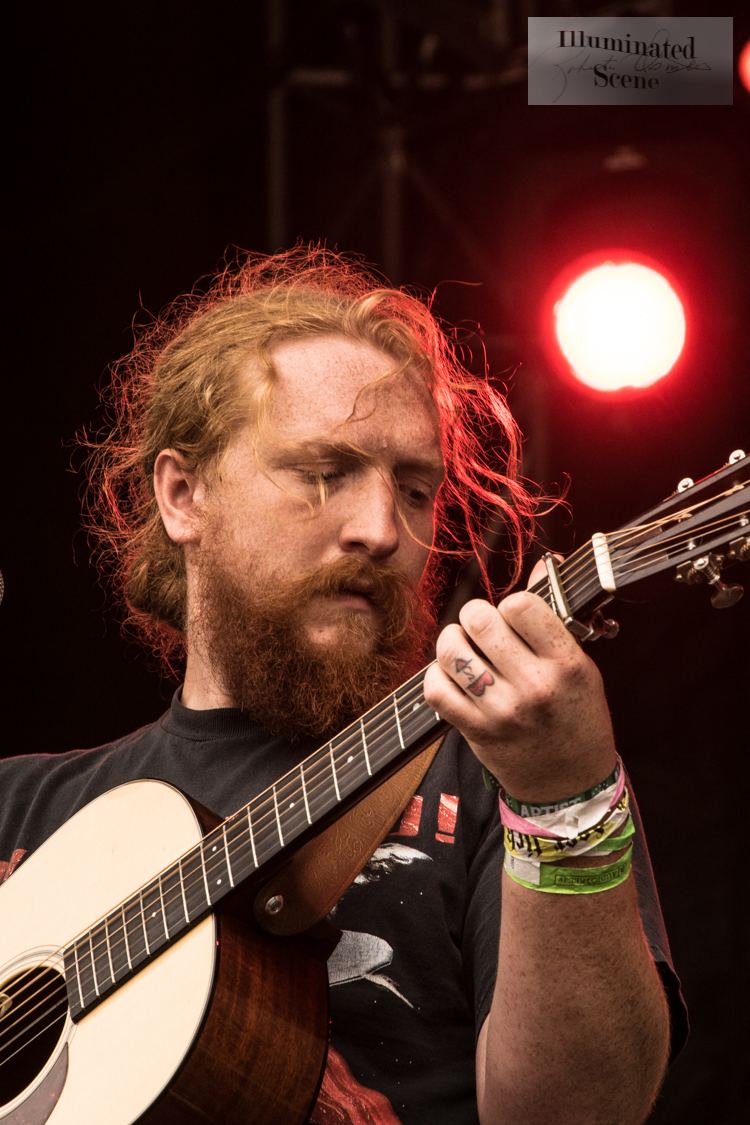
Tyler Childers beim Hinterland Music Festival (2018)

Tyler Childers (* 21. Juni 1991 in Lawrence County, Kentucky) ist ein US-amerikanischer Countrysänger. Ende der 2010er Jahre war er mit den Alben Purgatory und Country Squire erfolgreich.

## Biografie
Tyler Childers wuchs in den Appalachen auf und war in seiner ländlichen Heimat lange Jahre als Musiker aktiv, bevor er in die Großstadt Lexington zog und mit einer Band namens Food Stamps auftrat. 2011 begann er eine Solokarriere und veröffentlichte sein erstes Album Bottles & Bibles. Fünf Jahre gingen ins Land, dann lernte er über einen befreundeten Musiker Sturgill Simpson kennen. Simpson, selbst ein erfolgreicher traditioneller Countrymusiker, bot ihm an, für ihn ein Album zu produzieren.
Das Album Purgatory erschien im August 2017 und konnte sich erst nur auf Platz 17 der Country-Alben und auf Platz 120 der offiziellen Charts platzieren. Der Durchbruch kam erst mit dem zweiten von Simpson produzierten Album Country Squire. Nach seiner Veröffentlichung im August 2019 stieg es auf Platz 1 der Country- und der Folk-Alben und in den Billboard 200 erreichte es Platz 12. Es erweckte auch das Interesse am Labeldebüt wieder: Purgatory kehrte in die Charts zurück stieg auf Platz 12 bzw. 106 und hielt sich insgesamt mehr als ein Dreivierteljahr in den Top 200.
Auf Country Squire wiederum war der Song All Your’n enthalten, der es als Childers erster Song auch in die Country-Singlecharts schaffte. Für das Lied wurde Tyler Childers bei den Grammy Awards 2020 in der Kategorie Beste Country-Solodarbietung für eine Auszeichnung nominiert.
Bereits 2020 erschien das dritte Simpson-Album Long Violent History. Der Titelsong war ein weiterer Countryhit, das Album erreichte ein weiteres Mal Platz 1 der Folkalben, blieb aber ansonsten hinter den Platzierungen des Vorgängers zurück.

## Diskografie

### Alben
| Jahr | Titel Musiklabel                                                     | Höchstplatzierung, Gesamtwochen, AuszeichnungChartplatzierungen (Jahr, Titel, Musiklabel, Platzierungen, Wochen, Auszeichnungen, Anmerkungen) | Höchstplatzierung, Gesamtwochen, AuszeichnungChartplatzierungen (Jahr, Titel, Musiklabel, Platzierungen, Wochen, Auszeichnungen, Anmerkungen) | Anmerkungen                                                                                                 |
| Jahr | Titel Musiklabel                                                     | US | Country | Anmerkungen                                                                                                 |
| ---- | -------------------------------------------------------------------- | --- | --- | --- |
| 2016 | Live on Red Barn Radio I & II Hickman Holler Records                 | US196 Gold · (1 Wo.)US | Country25 (18 Wo.)Country | Erstveröffentlichung: 21. Dezember 2016 Doppel-EP, ursprünglich 2013/14 aufgenommen Charteinstieg erst 2023 |
| 2017 | Purgatory Hickman Holler Records / Thirty Tigers                     | US71 Platin · (224 Wo.)US | Country11 (208 Wo.)Country | Erstveröffentlichung: 4. August 2017                                                                        |
| 2019 | Country Squire Hickman Holler Records / RCA Records                  | US12 Gold · (2 Wo.)US | Country1 (32 Wo.)Country | Erstveröffentlichung: 2. August 2019                                                                        |
| 2020 | Long Violent History Hickman Holler Records / RCA Records            | US45 (1 Wo.)US | Country6 (1 Wo.)Country | Erstveröffentlichung: 18. September 2020                                                                    |
| 2022 | Can I Take My Hounds to Heaven? Hickman Holler Records / RCA Records | US8 (3 Wo.)US | Country3 (16 Wo.)Country | Erstveröffentlichung: 30. September 2022                                                                    |
| 2023 | Rustin’ in the Rain Hickman Holler Records / RCA Records             | US10 (3 Wo.)US | Country4 (8 Wo.)Country | Erstveröffentlichung: 8. September 2023                                                                     |
| 2025 | Snipe Hunter Hickman Holler Records / RCA Records                    | US7 (… Wo.)US | Country2 (… Wo.)Country | Erstveröffentlichung: 25. Juli 2025                                                                         |

Weitere Alben
- 2011: Bottles and Bibles
- 2019: Reimagined (EP)

### Singles
| Jahr | Titel Album                                           | Höchstplatzierung, Gesamtwochen, AuszeichnungChartplatzierungen (Jahr, Titel, Album, Platzierungen, Wochen, Auszeichnungen, Anmerkungen) | Höchstplatzierung, Gesamtwochen, AuszeichnungChartplatzierungen (Jahr, Titel, Album, Platzierungen, Wochen, Auszeichnungen, Anmerkungen) | Anmerkungen                         |
| Jahr | Titel Album                                           | US | Country | Anmerkungen                         |
| --- | ----------------------------------------------------- | --- | --- | ----------------------------------- |
| 2019 | All Your’n Country Squire                             | US— ×3DreifachplatinUS | Country46 (2 Wo.)Country | Erstveröffentlichung: 21. Juni 2019 |
| 2023 | In Your Love Rustin’ in the Rain                      | US43 (10 Wo.)US | Country7 (40 Wo.)Country | Erstveröffentlichung: 27. Juli 2023 |
| 2024 | Song While You’re Away Twisters: The Album            | — | Country48 (1 Wo.)Country | Erstveröffentlichung: 28. Juni 2024 |
| Folgende Lieder erschienen nicht als Single, wurden aber durch das Album zum Download und Streaming bereitgestellt und konnten somit eine Platzierung erlangen: |                                                       | | |                                     |
| |                                                       | | |                                     |
| 2020 | Long Violent History                                  | — | Country48 (1 Wo.)Country |                                     |
| 2022 | Angel Band Can I Take My Hounds to Heaven?            | — | Country41 (2 Wo.)Country |                                     |
| 2022 | Way of the Triune God Can I Take My Hounds to Heaven? | — | Country37 (18 Wo.)Country |                                     |
| 2025 | Eatin’ Big Time Snipe Hunter                          | — | Country35 (1 Wo.)Country |                                     |
| 2025 | Oneida Snipe Hunter                                   | — | Country37 (1 Wo.)Country |                                     |
| 2025 | Bitin’ List Snipe Hunter                              | — | Country32 (… Wo.)Country |                                     |

Weitere Singles
- 2017: Lady May (US: Platin)
- 2017: Whitehouse Road (US: Platin)
- 2017: Universal Sound
- 2017: Feathered Indians (US: ×2Doppelplatin )
- 2017: Fraulein (Colter Wall feat. Tyler Childers, US: Gold)
- 2019: House Fire (US: Platin)

## Auszeichnungen für Musikverkäufe
| Goldene Schallplatte - Kanada - 2024: für die Single Tattoos - 2024: für die Single Universal Sound - 2024: für die Single House Fire - 2024: für das Album Country Squire Platin-Schallplatte - Kanada - 2024: für das Album Purgatory - 2024: für die Single In Your Love | 2× Platin-Schallplatte - Kanada - 2024: für die Single Whitehouse Road - 2024: für die Single All Your’n 3× Platin-Schallplatte - Kanada - 2024: für die Single Feathered Indians - 2024: für die Single Lady May |

Anmerkung: Auszeichnungen in Ländern aus den Charttabellen bzw. Chartboxen sind in ebendiesen zu finden.
| Land/RegionAuszeichnungen für Musikverkäufe (Land/Region, Auszeichnungen, Verkäufe, Quellen) | Gold     | Platin       | Verkäufe   | Quellen         |
| -------------------------------------------------------------------------------------------- | -------- | ------------ | ---------- | --------------- |
| Kanada (MC)                                                                                  | 4× Gold4 | 12× Platin12 | 1.120.000  | musiccanada.com |
| Vereinigte Staaten (RIAA)                                                                    | 3× Gold3 | 9× Platin9   | 10.500.000 | riaa.com        |
| Insgesamt                                                                                    | 7× Gold7 | 21× Platin21 |            |                 |